# Fakír

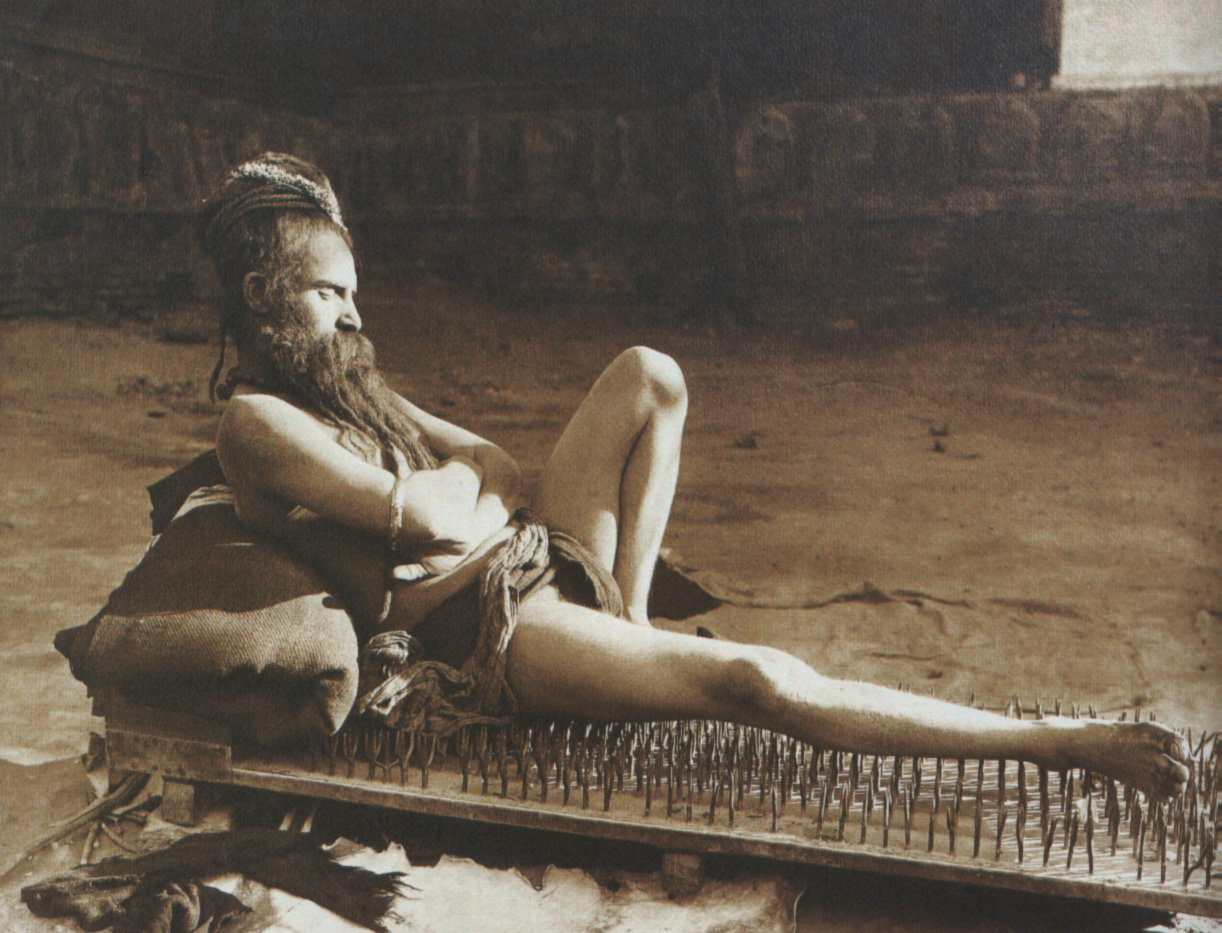
Ez az indiai jógi megfelel egy fakír általános definíciójának

A fakír (arabul: فقیر, faqr, azaz szegény) kifejezés eredetileg csak a muszlim kolduló szerzeteseket jelölte, olyan szúfi aszketikusokat, akik az önkéntes szegénység és az istenimádat mellett lemondtak minden világi kapcsolatról és tulajdonról. Később ezzel az elnevezéssel jelölték a hindu önsanyargató vezeklőket is. Fakíroknak nevezték azokat az Indiában működő és a 19. század végétől Európában is feltűnő bűvészeket, akik különböző, testük érzéketlenségének és sérthetetlenségének látszatát keltő mutatványokat végeztek.
A szó átvitt értelemben olyan igénytelen személyt is jelölhet, aki magától minden testi kényelmet megvon.
Indiában ma a szót olyan hajléktalan és tulajdon nélküli aszkétákra és szádhukra használják, akikre szent emberként tekintenek és akik néha bizarr mutatvánnyal jelennek meg a nyilvánosság előtt.
A 20. századi Európában a holland Mirin Dajo (1912–1948) és a francia Ben-Ghou-Bey (1931–1990) vált fakírként ismertté.

## Etimológia
A kifejezés az arab faqr (فقر) szóból származik, melynek jelentése: szegény.
A többes számú alakjával jelölték (fukará) a muszlim szúfikat, derviseket. Jelentése: szűkölködőek, szegények.

## Fordítás
- Ez a szócikk részben vagy egészben  a   Fakir című német Wikipédia-szócikk fordításán alapul.  Az eredeti cikk szerkesztőit annak laptörténete sorolja fel. Ez a jelzés csupán a megfogalmazás eredetét és a szerzői jogokat jelzi, nem szolgál a cikkben szereplő információk forrásmegjelöléseként.